# مرصد لشبونة الفلكي
مرصد لشبونة الفلكي هو مرصد فلكي يقع في تابادا دا أجودا، في فريغيزيا ألكانتارا التابعة لبلدية لشبونة عاصمة البرتغال. معترف به دوليا لجودة عمله في مجال التموقع الفلكي (منذ القرن 19)، في عام 1992، أصبح تابع لجامعة لشبونة (وبعد ذلك، جزء من كلية العلوم)، المسؤولة عن البحوث العلمية والتاريخية، إلى جانب العلاقات الإعلامية.ويدار من قبل معهد إدارة التراث المعماري والأثري التابع لحكومة البرتغال.
ويدعم مرصد لشبونة الفلكي أنشطة البحث العلمي في الفيزياء الفلكية والبحوث المتعلقة بالتراث الثقافي.
أفتح مرصد لشبونة الفلكي في عام 1867 بعد الانتهاء من أعمال البناء وبدأت عمليات الرصد الأولى في الموقع بين 1867 و 1869.